# Drusa glandulosa
Drusa glandulosa là một loài thực vật có hoa trong họ Hoa tán. Loài này được (Poir.) H.Wolff ex Engl. mô tả khoa học đầu tiên năm 1921.

## Hình ảnh

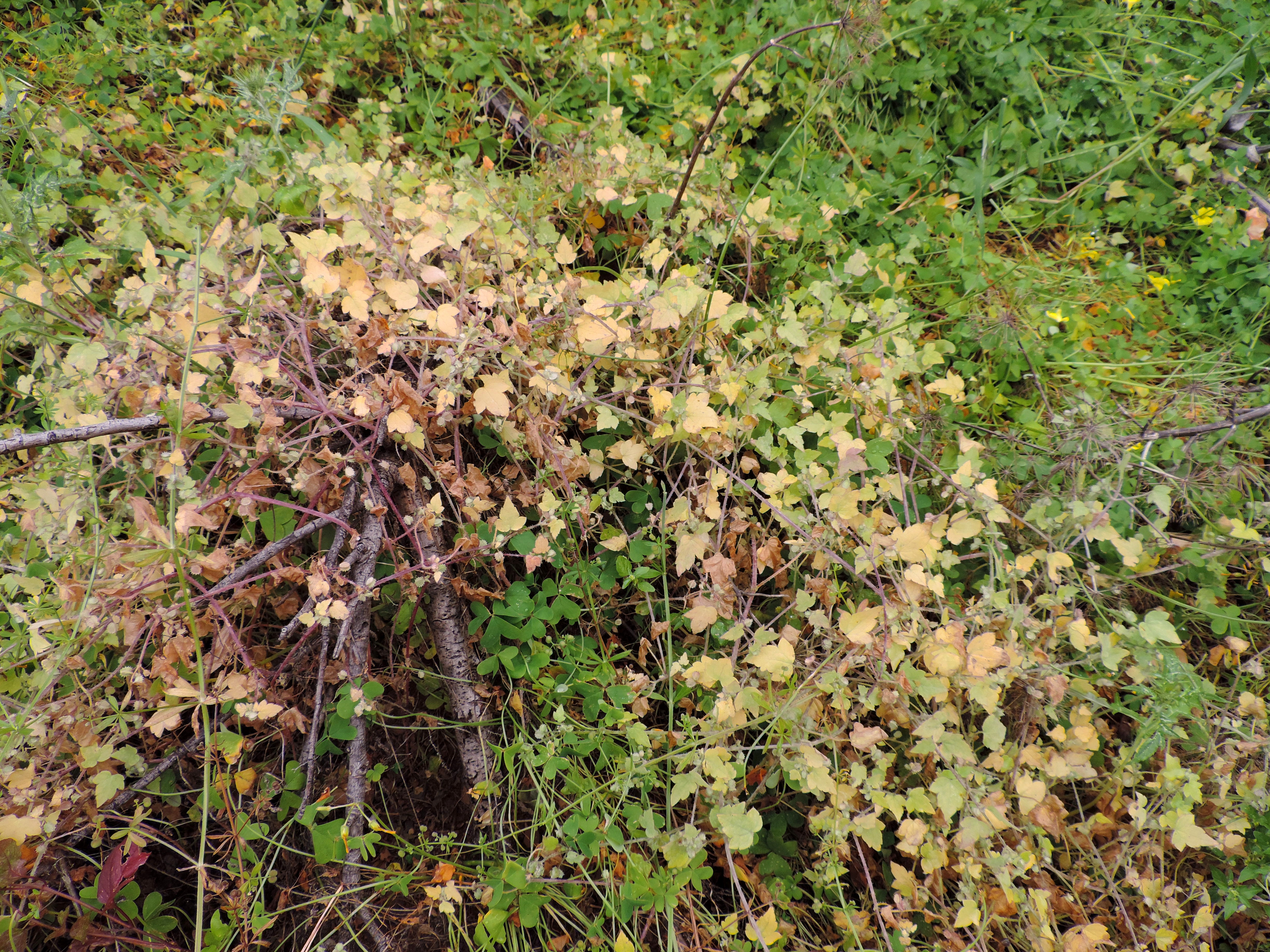
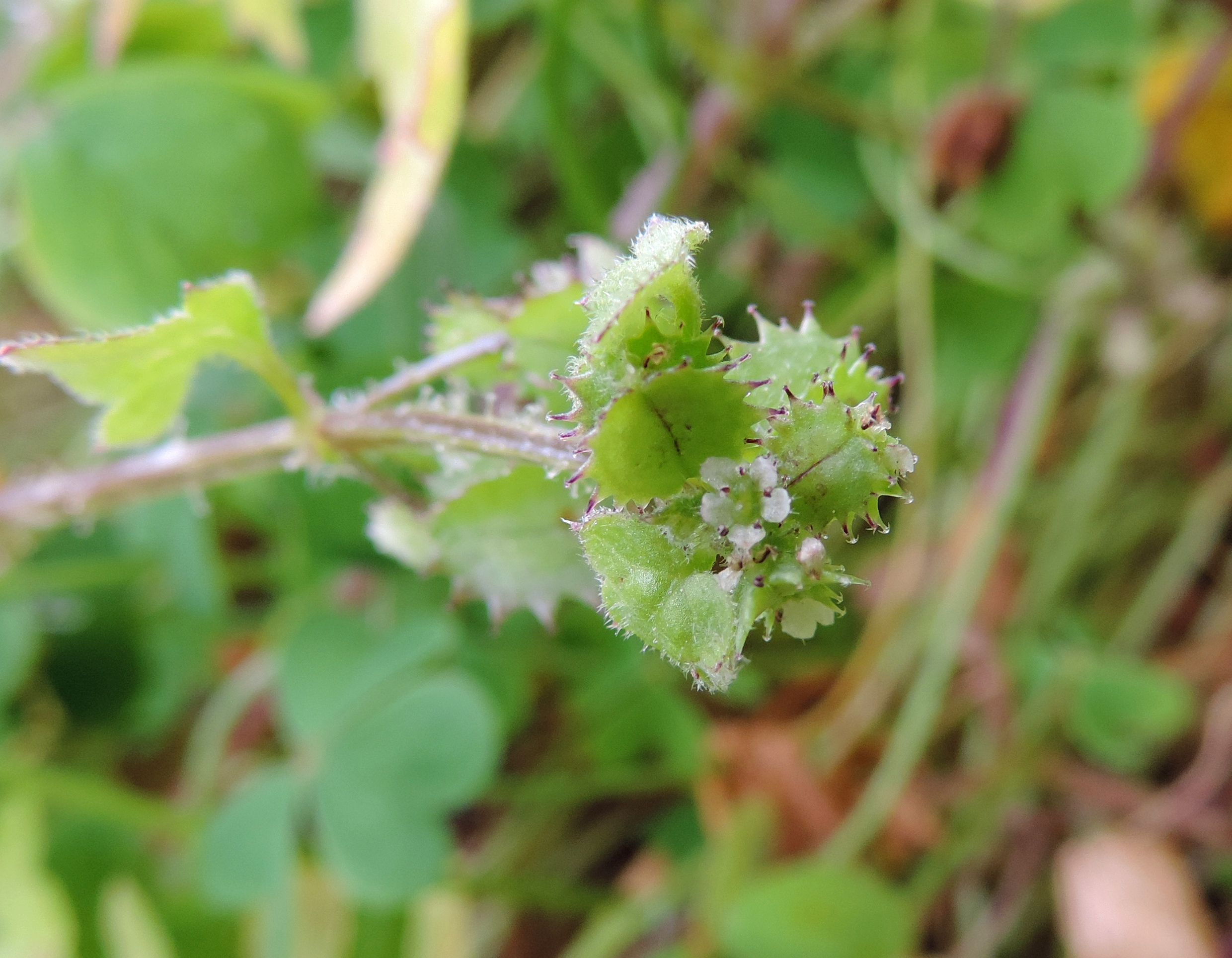